# Malcolm Allen
Malcolm Allen (født 21. marts 1967 i Deiniolen, Wales) er en walisisk tidligere fodboldspiller (angriber).
Allen spillede 14 kampe for Wales' landshold, og scorede tre mål. Han debuterede for holdet i en venskabskamp mod Saudi-Arabien 25. februar 1986. På klubplan tilbragte han hele sin karriere i England, hvor han blandt andet repræsenterede Watford, Millwall og Premier League-holdet Newcastle United.